# Río Guárico
Il río Guárico è un fiume dei Llanos Centrali del Venezuela, fondamentale nel sistema dei bacini di irrigazione dello stato di Guárico per le numerose coltivazioni e per il rifornimento di acqua potabile di Caracas nel bacino di Camatagua. Nasce a 770 m s.l.m. nella regione montuosa interna alla cordigliera della costa e dopo un percorso di 525 km sfocia nell'Orinoco.
Nel tratto superiore del suo corso riceve le acque dei fiumi Pao e Caramacate, prima di formare l'invaso di Camatagua. Nell'ultima parte del suo corso unisce le sue acque con deviazioni del río Apure, prendendo il nome di Apurito e sfociando nel fiume Orinoco.

## Affluenti
| Affluenti del Río Guárico |                |        |
| 1                         | Río Orituco    | 266 km |
| 2                         | Río Memo       | 106 km |
| 3                         | Río Paya       | 87 km  |
| 4                         | Río Tucutunemo | 75 km  |
| 5                         | Río Macaira    | 73 km  |
| 6                         | Río Taguay     | 53 km  |
| 7                         | Río Guarumen   | 46 km  |